# Conesus
Conesus – miasto w Stanach Zjednoczonych, w stanie Nowy Jork, w hrabstwie Livingston.